# Thelma

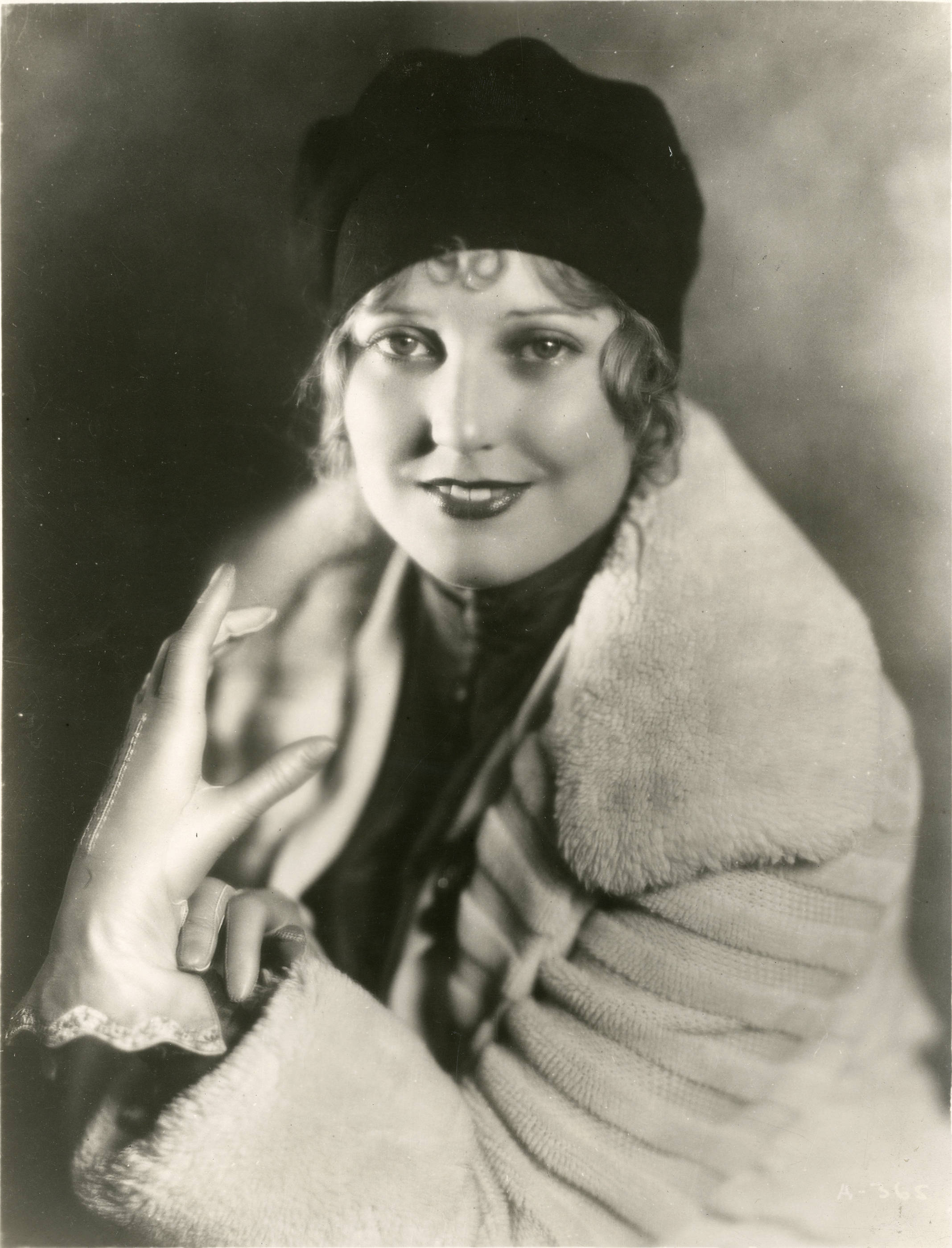
Thelma Todd cirka 1928.

Namnet Thelma skapades av författaren Marie Corelli åt hennes norska hjältinna i romanen Thelma från 1887. Det är emellertid inget norskt namn, utan skapades förmodligen från det grekiska ordet thelema, "vilja".[källa behövs]
År 2014 fanns det 694 kvinnor i Sverige som hette Thelma i förnamn, varav 581 hade det som tilltalsnamn.
I den finlandssvenska namnsdagslängden har Thelma namnsdag 2 december sedan 2020.

## Personer med namnet Thelma
- Thelma Todd, amerikansk skådespelerska

## Fiktiva
- Thelma i den amerikanska filmen Thelma och Louise från 1991